# GHV2
GHV2: Greatest Hits Volume 2 – album Madonny podsumowujący jej dorobek z lat 90.
W przeciwieństwie do poprzedniej składanki największych przebojów, The Immaculate Collection, na tym krążku nie znalazły się nowe utwory. Podczas wywiadu udzielonego dziennikarce Jo Whiley z BBC Radio 1 w ramach akcji promocyjnej Madonna stwierdziła, że – jak mówi o tym tytuł – płyta jest kompilacją największych przebojów, a nie nowym materiałem. Zdradziła też metodę doboru piosenek na to wydawnictwo: Chciałam tam umieścić tylko te piosenki, których mogłam słuchać pięć razy z rzędu.
Wydawnictwo zostało opatrzone humorystycznym komentarzem, którego autorem jest przyjaciel Madonny i Guya Ritchie, filmowiec Dan Cadan.
Na składance znalazł się po raz pierwszy utwór "Beautiful Stranger" (choć w wersji skróconej), który wcześniej dostępny był jedynie na singlu i ścieżka dźwiękowej filmu Austin Powers: Szpieg, który nie umiera nigdy, a roku 2000 uhonorowany został nagrodą Grammy w kategorii piosenki filmowej.
Część materiału na płycie CD została zapisana w technologii HDCD, pozwalającej uzyskać lepszy dźwięk w przystosowanych do tego urządzeniach.
Kompilację sprzedano w nakładzie ponad 5 mln kopii na całym świecie, w tym w liczbie 1,4 mln w Stanach Zjednoczonych.

## Lista utworów
| #   | Tytuł | Czas |
| --- | --- | ---- |
| 1.  | "Deeper and Deeper (7" Edit)" Autor: Madonna Ciccone, Shep Pettibone, Anthony Shimkin Producent: Madonna, Shep Pettibone                                | 4:54 |
| 2.  | "Erotica (Radio Edit)" Autor: Madonna Ciccone, Shep Pettibone, Anthony Shimkin Producent: Madonna, Shep Pettibone                                       | 4:33 |
| 3.  | "Human Nature (Radio Version)" Autor: Madonna Ciccone, Dave Hall, Shawn McKenzie, Kevin McKenzie, Michael Deering Producent: Madonna, Dave "Jam" Hall   | 4:33 |
| 4.  | "Secret (Edit)" Autor: Madonna Ciccone, Dallas Austin, Shep Pettibone Producent: Madonna, Dallas Austin                                                 | 4:32 |
| 5.  | "Don’t Cry for Me Argentina (Radio Edit)" Autor: Andrew Lloyd Webber, Tim Rice Producent: Nigel Wright, Alan Parker, Andrew Lloyd Webber, David Caddick | 4:51 |
| 6.  | "Bedtime Story (Edit)" Autor: Björk Guðmundsdóttir, Nellee Hooper, Marius de Vries Producent: Nellee Hooper, Madonna                                    | 4:07 |
| 7.  | "The Power of Good-Bye" Autor: Madonna Ciccone, Rick Nowels Producent: Madonna, William Orbit, Patrick Leonard                                          | 4:12 |
| 8.  | "Beautiful Stranger (William Ørbit Radio Edit)" Autor: Madonna Ciccone, William Wainwright Producent: Madonna, William Orbit                            | 3:58 |
| 9.  | "Frozen (Edit)" Autor: Madonna Ciccone, Patrick Leonard Producent: Madonna, William Orbit, Patrick Leonard                                              | 5:10 |
| 10. | "Take a Bow (Edit)" Autor: Kenneth Edmonds, Madonna Ciccone Producent: Babyface, Madonna                                                                | 4:31 |
| 11. | "Ray of Light (Radio Edit)" Autor: Madonna Ciccone, William Wainwright, Clive Muldoon, Dave Curtis, Christine Leach Producent: Madonna, William Orbit   | 4:36 |
| 12. | "Don’t Tell Me" Autor: Madonna Ciccone, Mirwais Ahmadzaï, Joe Henry Producent: Madonna, Mirwais                                                         | 4:41 |
| 13. | "What It Feels Like for a Girl" Autor: Madonna Ciccone, Guy Sigsworth, David Torn Producent: Madonna, Guy Sigsworth, Mark "Spike" Stent                 | 4:45 |
| 14. | "Drowned World/Substitute for Love" Autor: Madonna Ciccone, William Wainwright, Rod McKuen, Anita Kerr, David Collins Producent: Madonna, William Orbit | 5:11 |
| 15. | "Music" Autor: Madonna Ciccone, Mirwais Ahmadzaï Producent: Madonna, Mirwais                                                                            | 3:45 |

## Certyfikaty i sprzedaż
| Kraj              | Certyfikat          | Sprzedaż  | Najwyższa pozycja |
| ----------------- | ------------------- | --------- | ----------------- |
| Australia         | platynowa płyta     | 70 000    | 3                 |
| Austria           | platynowa płyta     | 40 000    | 1                 |
| Belgia            | platynowa płyta     | 50 000    | 3                 |
| Brazylia          | platynowa płyta     | 180 000   | 9                 |
| Europa            | 2 x platynowa płyta | 2 000 000 | 3 (2 tygodnie)    |
| Finlandia         | platynowa płyta     | 33 000    | 11                |
| Francja           | platynowa płyta     | 350 000   | 2 (2 tygodnie)    |
| Hiszpania         | platynowa płyta     | 100 000   | 3                 |
| Holandia          | platynowa płyta     | 80 000    | 13 (2 tygodnie)   |
| Japonia           | —                   | 120 000   | 14                |
| Kanada            | platynowa płyta     | 100 000   | 11                |
| Meksyk            | platynowa płyta     | 150 000   |                   |
| Niemcy            | platynowa płyta     | 300 000   | 3                 |
| Norwegia          | złota płyta         | 25 000    | 5                 |
| Nowa Zelandia     | złota płyta         | 7 500     | 8                 |
| Polska            | złota płyta         | 62 000    | 21                |
| Stany Zjednoczone | platynowa płyta     | 1 430 000 | 7                 |
| Szwajcaria        | platynowa płyta     | 50 000    | 3                 |
| Szwecja           | platynowa płyta     | 60 000    | 23                |
| Tajlandia         | złota płyta         | 20 000    |                   |
| Wielka Brytania   | 2 x platynowa płyta | 810 000   | 2                 |
| Włochy            | platynowa płyta     | 100 000   | 7                 |

## Single
| #  | Tytuł          | Data wydania  | [ 3 ] | Unia Europejska | [ 4 ] | Polska |
| -- | -------------- | ------------- | ----- | --------------- | ----- | ------ |
| 1. | "GHV2 Megamix" | listopad 2001 | —     | —               | —     | —      |

Promocja albumu przeprowadzona była w sposób dość nietypowy. Nie był on promowany żadnym ogólnie dostępnym singlem, lecz promocyjnie wydanymi megamixami - wiązankami utworów jakie znalazły się na kompilacji. Jedynie powyższy megamix dostępny był w sklepach na terenie Australii, i to też w formie dodatku do albumu. Poza Thunderpussem, pozostałe megamixy wykonali Johnny Rocks & Mac Quayle oraz Tracy Young.